# Copper River Highway
Der Copper River Highway ist eine Straße in Alaska, die von Cordova im Osten des Prince William Sounds aus etwa 90 km in nordöstlicher Richtung entlang der ehemaligen Trasse der Copper River and Northwestern Railway bis zum Copper River verläuft. Er ist Teil der Alaska Route 10.
Der Baubeginn der ursprünglich bis zum Edgerton Highway in Chitina geplanten Straße war 1945. Die Million Dollar Bridge, eine zu Beginn des 20. Jahrhunderts von J. P. Morgan und der Familie Guggenheim errichtete Eisenbahnbrücke, die bis 1939 dem Transport des in Kennicott abgebauten Kupfers gedient hatte, wurde im Zuge des Highwaybaus für die Verwendung als Straßenbrücke umgebaut.
Der Bau war bis kurz hinter die Brücke fortgeschritten, als das Karfreitagsbeben von 1964 die Brücke schwer beschädigte und die Bauarbeiten stoppte. Die Brücke wurde provisorisch repariert und wieder genutzt. Die vollständige Wiederherstellung wurde erst 2005 beendet.

## Verlauf
Der Highway beginnt an der Anlegestelle des Alaska Marine Highways im Norden Cordovas und verläuft zunächst in östlicher Richtung. Nach etwa 11 km geht die Landschaft von bewaldeten Bergen in das offene Delta des Copper River über. Das Gebiet trägt die Bezeichnung „the Gap“. Nach weiteren knapp 7 km zweigt die Zufahrtsstraße zum Sheridan-Gletscher ab. Nach 43 km überquert der Highway auf mehreren Brücken die Hauptkanäle des Copper River Deltas, schwenkt nach Norden und folgt dem Ostufer des Flusses bis zur Million Dollar Bridge ⊙ nach 77,5 km. Wenige Kilometer hinter der Brücke endet der Highway als Stichstraße.

## Schließung der Brücke 339 über das Copper River Delta (Stand 15. April 2016)
Seit dem August 2011 ist der Highway ab Mile 36 auf unbestimmte Zeit geschlossen, da die Brücke Nr. 339 aufgrund des veränderten Flusslaufes auf dem Copper River Delta gesperrt wurde und mittlerweile nicht mehr passierbar ist. Ein mäandernder Arm des Copper River führte an dieser Stelle mit der Zeit immer mehr und mehr Wasser. Messungen vom Frühjahr 2011 ergaben mit über 2500 m3/s bereits den fünffachen Wert der ursprünglich für einen Durchfluss von 500 m3/s ausgelegten Brücke Nr. 339. Die Erosionen an den Widerlagern nach dem Hochwasser von 2008 sowie die vom U.S. Geological Survey getätigten Untersuchungen und Simulationen zeigten deutlich, dass die Brücke mit ihren Widerlagern nun ein Hindernis für den natürlichen Flusslauf darstellte. Die Brücke wurde umgehend gesperrt. Mittlerweile hat der Fluss das eine Widerlager ganz abgetragen, wie auch praktisch das ganze Bankett der Insel zwischen den Brücken Nr. 339 und 340. Der Flussarm ist an dieser Stelle nun mehr als doppelt so breit.
Damit sind diverse Sehenswürdigkeiten wie der Childs Glacier, die Million Dollar Bridge wie auch diverse Campingplätze und Ausgangspunkte für Wanderungen nicht mehr per Straße erreichbar. Als Alternative bieten nun diverse Unternehmen organisierte Ausflüge per Boot, sog. Airboats, zum Childs Glacier an. Ein Ersatz der Brücke Nr. 339 ist angedacht, die Realisierung dürfte aber einige Zeit auf sich warten lassen, da ähnliche Bedenken bei allen 11 Brücken über das Copper-River-Delta bestehen. Ein genereller Ersatz der Brücken wird mit Kosten von rund 50 Mio. US$ beziffert und dürfte grundsätzlich fraglich sein, da der Copper River Highway wenige Meilen später als Stichstraße endet. Die Weiterführung des Copper River Highway bis nach Chitina ist mittelfristig kein Thema.